# Hubfrequenz
Als Hubfrequenz, auch Hubzahl, bezeichnet man in der Antriebstechnik die Anzahl der Hübe bezogen auf die Dauer der Zählung, bzw. die Anzahl der Hübe pro Zeiteinheit.
Im Zähler dieser Frequenz steht als mechanische Größe der Dimension Zahl die Hubanzahl, im Nenner die dafür benötigte Zeit. Zum Teil wird die Hubfrequenz auch in Anzahl Doppelhübe pro Zeitspanne ausgedrückt.
Die gewünschte Hubfrequenz ist ein wichtiger Parameter zur Auslegung einer Linearführung oder eines Linearantriebs, da diese die Lebensdauer von lineartechnischen Anwendungen in erheblichem Masse mitbestimmt. Ist die Länge eines Hubes sowie die Hubfrequenz bekannt, so kann damit die Entfernung berechnet werden, die in einer gegebenen Zeit zurückgelegt wird.
Je nach Anwendung sind Hubfrequenzen von wenigen Hüben pro Stunde oder Tag möglich (Beispiel: Badewannenlifter), aber auch von einigen Hundert oder Tausend Hüben pro Sekunde oder Minute (Beispiel: hochfrequent schwingende Linearantriebe in medizintechnischen Labors).
Auch bei Pumpen, Pressen, Hebebühnen und anderen technischen Anwendungen spricht man von Hubfrequenz.